# KAB-1500L

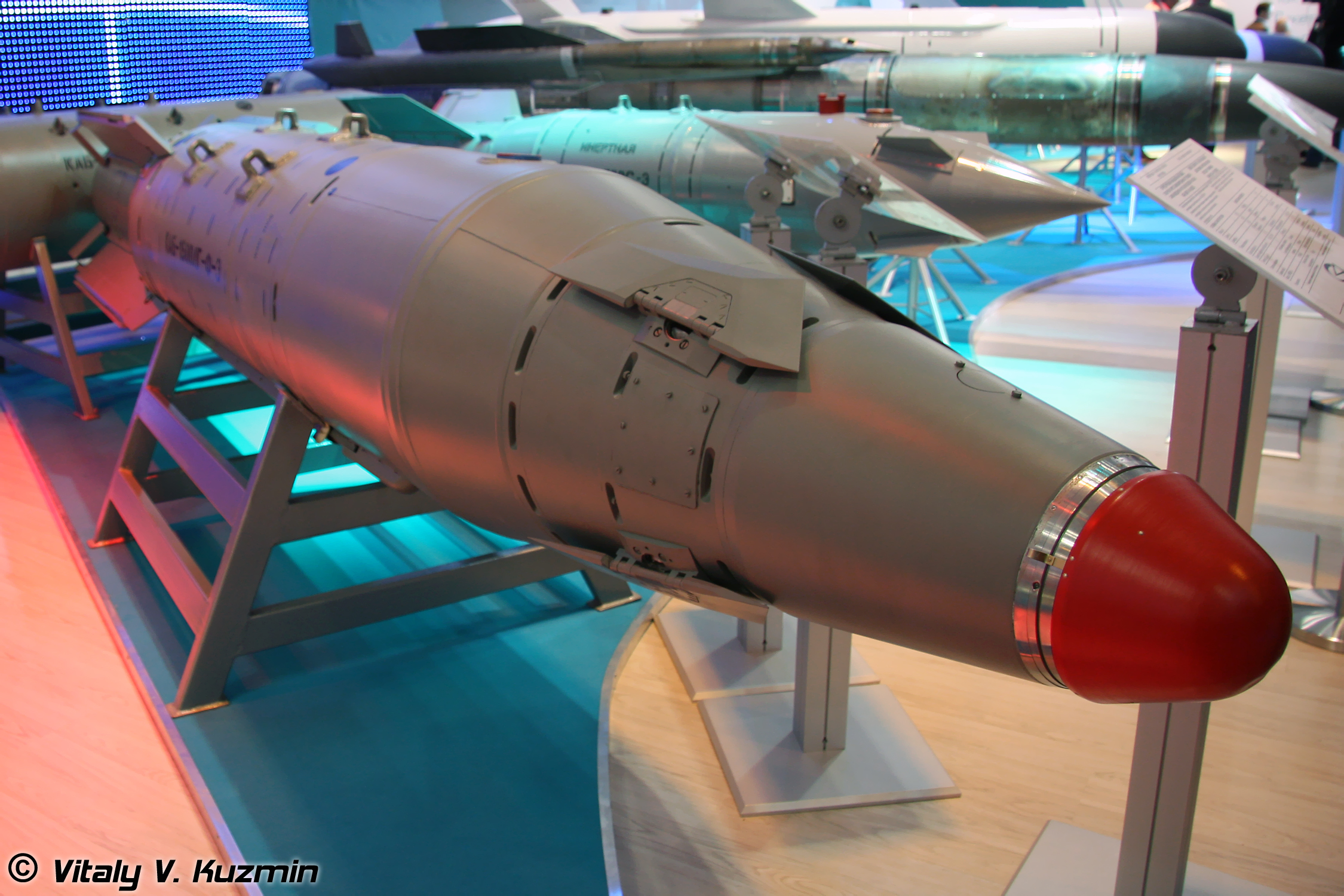

KAB-1500L é uma bomba guiada a laser russa ,o atual padrão de produção para uso em caças das 4+ e 4++ geração, como o Sukhoi Su-30MKI/Sukhoi Su-30MKK, Sukhoi Su-34 e o Sukhoi Su-35. Clama-se que seja o equivalente russo aos Paveway II/Paveway III dos EUA. É projetada para ser usada contra a malha ferroviária, armazéns de munição, terminais ferroviários, das pontes, instalações industriais e militares, e navios de transporte. A KAB-1500LG-F-E tem um fuzo de impacto que inclui 3 diferentes modos de retardo para o ataque do alvo e também pode ser montado em aeronaves mais antigas, como o Sukhoi Su-24 e o Mikoyan MiG-27. A bomba pesa 1,5 tonelada e tem acurácia de 4 a 7 m.
A bomba foi usada na campanha militar russa na Chechênia.